# Azarapet
Azarapet (arménien : Հազարապետ, (hazarapet, chef de mille) est une ancienne fonction militaire arménienne et un titre de cour. Il s'applique au chef de l'administration des successions de la cour, et s'est répandu en Grande-Arménie, pour désigner les intendants chargés des finances et des impôts. Dans la traduction arménienne du Nouveau Testament, azarapet correspond au grec οικονομος. Cette charge était la prérogative des familles Gnouni et Amatouni (ru) qu'elles conservaient en héritage. 